# Fredo Santana
Derrick Coleman (født 4. juli 1990, død 19. januar 2018), bedre kendt under kunstnernavnet Fredo Santana, var en amerikansk rapper fra Chicago, Illinois. Han var desuden fætter til rapperen Chief Keef og var kendt for sin "Drill" musik

## Død
Fredo Santana døde fredag aften d. 19 januar 2018 i sit hjem i Los Angeles. Ifølge TMZ fandt hans kæreste ham liggende på gulvet. Dødsårsagen var et fatalt anfald/slagtilfælde, hvilket rapperen tidligere har døjet med. Der spekuleres i, at hans død skyldes et stort forbrug af lean (hostesaft blandet med sprite), da han tidligere har været indlagt med nyre- og leversvigt.

## Diskografi

### Mixtapes
- Street shit (2013)
- It's a scary site 2 (2013)
- Fredo Mafia (2016)
- Plugged in (2017)
- Fredo Kruger 2 (2017)

### Album
- Trappin' Ain't Dead (2013)